# Monastère de Patience de Laval
Le monastère de Patience de Laval est un monastère de Clarisses Urbanistes pour des religieuses de Sainte Claire situé à Laval qui exista du XVe siècle au XVIIIe siècle. On les nommait souvent aussi, à Laval, les Patientines ou dames de Patience du nom que leur enclos avait jadis porté. Les religieuses étaient soumises à la juridiction immédiate de l'évêque du Mans. 

## Présentation
« La proximité géographique avec les Cordeliers de Laval fera dire à Henri IV : Ventre saint-gris ! Le feu est bien près des étoupes ».
Les religieuses Urbanistes étaient des Clarisses qui suivaient la règle mitigée, donnée par le Pape Urbain IV en 1263. Ce Pape, entre autres adoucissements de la règle primitive donnée à Sainte Claire par Saint François d'Assise, avait permis de recevoir des dons et de posséder des biens et des revenus.

## Origine

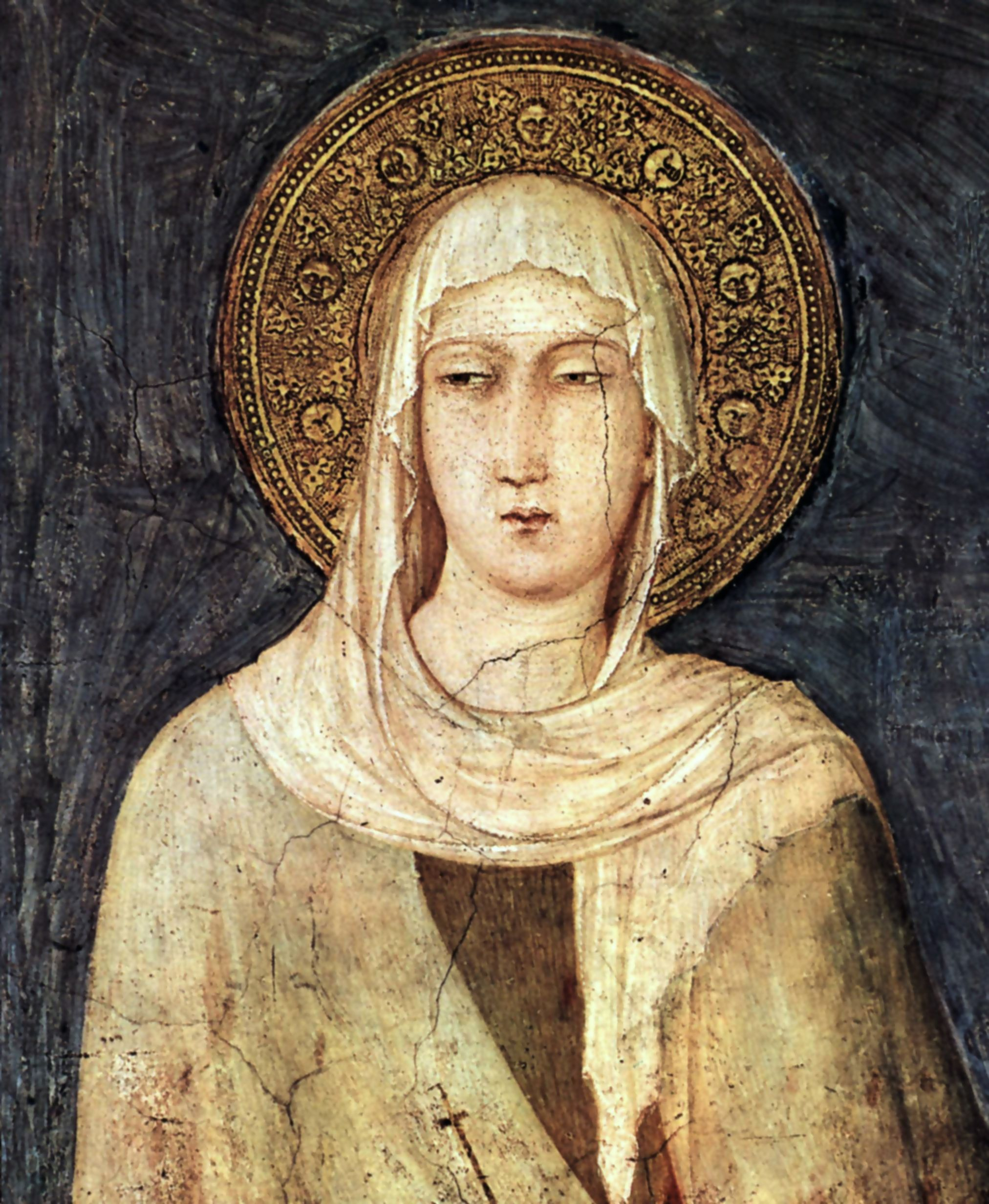
Fresque figurant Sainte Claire d'Assise, par Simone Martini (basilique Saint François d'Assise)

Guy XV de Laval qui faisait profession d'une dévotion singulière pour Saint François d'Assise, déciee en 1494 de faire une fondation en faveur des religieuses de cet ordre qui s'étaient attachées à la règle d'Urbain IV donnée en 1263.  Deux ans plus tôt, Marguerite de Lorraine, belle-sœur du comte de Laval, avait fondé, près de Château-Gontier, un couvent de religieuses urbanistes, qui plus tard fut transféré dans sa terre du Buron.
Guy XV leur attribue le lieu de Patience, voisin du couvent des Frères mineurs de l'observance ou Cordeliers, et que l'on appelait aussi Clos de Paradis. Des causes que nous ignorons l'empêchèrent de mettre ce dessein à exécution.
Il y avait alors à Laval plusieurs femmes pieuses, qu'on appelait Sœurs du tiers-ordre de Saint François. Le tiers-ordre, fondé à la demande de plusieurs personnes vivant dans le monde, par Saint François d'Assise, avait sans doute été établi à Laval par les Cordeliers qui s'y étaient fixés à la fin du XIVe siècle. 
En 1497, Guy XV qui n'avait pas abandonné son projet, en faveur des religieuses franciscaines, pensa à réunir en communauté les personnes qui formaient à Laval le tiers-ordre de Saint François et leur fit donation du lieu de Patience.

## Fondation
Dans la charte de fondation Guy exigeait que les religieuses de Patience descendissent, à chaque fête du Saint-Sacrement, jusqu'au lieu où la procession avait coutume de passer, se tinssent à genoux pendant son passage et rentrassent ensuite au couvent. Il retenait pour lui et ses successeurs le droit d'entrer dans la maison et d'en sortir quand bon lui semblerait. Il n'exigeait en retour de sa libéralité, que la participation aux trésors de prières des religieuses.
Le texte de cette charte n'est pas clair et l'on n'y voit pas si les Sœurs du tiers-ordre en entrant en communauté embrassèrent la règle du Pape Urbain. On pourrait le croire, car la charte oblige les religieuses à porter des voiles de lin, selon l'usage d'Allemagne et de plusieurs autres provinces et royaumes ; ce qui semble insinuer l'obligation de porter l'habit religieux. Le droit que se réserve Guy d'entrer dans le couvent et d'en sortir à son gré paraîtrait aussi indiquer que les religieuses étaient cloîtrées et avaient entièrement quitté le monde, au milieu duquel il était permis aux sœurs du tiers-ordre de vivre.

## Tiers-ordre
{{en digne servante de Jésus-Christ et petite plante du bienheureux Saint François promets obéissance au seigneur pape et à tous les successeurs entrans canoniquement : Grégoire XV pape et légitime successeur d'Innocent a commandé aux religieuses de Sainte Claire d'obéir au révérendissime évêque du Mans et à ses successeurs. (1633)}}.
Il n'en était pourtant pas ainsi, car outre que nous trouvons postérieurement à la fondation, plusieurs pièces qui donnent encore aux religieuses de Patience le nom de religieuses du tiers-ordre, un document nous apprend que ce ne fut que plus tard que ces religieuses se cloîtrèrent véritablement.
On lit dans un ouvrage, publié à Rome en 1587, que les sœurs du couvent de Patience de Laval, continuèrent dans le principe à suivre la règle du tiers-ordre ; plus tard, dit le même ouvrage, elles se cloîtrèrent et l'ont toujours été depuis.

## Second ordre
Des pièces plus récentes nomment en effet les religieuses de Patience, religieuses de Sainte-Claire, et cette dénomination quoique inexacte fait voir qu'elles avaient abandonné le tiers-ordre. Une déclaration de 1790 dit que : La communauté était sous la règle de Sainte Claire, et du second ordre de Saint François ; celle règle fut d'abord réformée par le Pape Urbain. 
Marguerite de La Roë et Marguerite Hatry furent les premières religieuses de Patience. Ce furent elles qui durent veiller aux constructions nécessaires à l'établissement de la communauté et que la fondation de Guy laissait à leur charge. Les commencements furent assez difficiles ; mais en 1517 l'existence de la communauté parut assez assurée et les travaux assez avancés, pour que Marguerite de La Roë put réclamer des donations faites à condition que le couvent serait fait ou érigé.

## Construction de l'église
Après la mort de Guy XV, son neveu Guy XVI de Laval continua ses bienfaits au nouvel établissement. Le 20 mars 1522, il donna à Gilles Georget et à Marguerite sa femme, à leur vie durant, sa Courtillerie de la Vivancière, sise en la chatellenie de Courbeveille pour les désister et départir de maisons, terres et jardins situées au lieu de Patience, que jadis leur avait donné le comte de Laval, son oncle, le nouveau couvent ne pouvant sans ces terres et jardins être bonnement cloux ni edifié.
En 1523, l'église était construite et l'office des religieuses s'y faisait régulièrement. L'église est entièrement terminée en 1525 et le 23 juillet de cette année, la dédicace en est faite par Yves Mahyeuc, évêque de Rennes. 
La première supérieure, Marguerite de la Roë, fille du seigneur de Thorigné, est parvenue à surmonter toutes les difficultés qui contrarièrent cet établissement à son origine. Elle avait obtenu du seigneur, de sa sœur aînée, dame de la terre de la Perrine dans la paroisse d'Athée, et de plusieurs autres personnes, des dons de terrains et d'argent. 
Tous les autres travaux sont terminés en 1526, et Louis de Bourbon, cardinal, évêque du Mans fait l'érection en clôture le 26 mai de cette année. La confirmation du Pape Clément VII ne fut accordée qu'en 1536. 
« Et le vingt et troisième jour De juillet, et sans grant séjour, Monseigneur l'évêque de Rennes Dédya en bonnes estrennes La chapelle de Patience Des dévotes en ma présence., (1525) ».
Jamet Neveu fait construire un grand bâtiment. Il y fait faire une chambre pour sa fille qui prit le voile dans cette maison en 1547. Pour La Beauluère, ce grand édifice date du commencement du XVIIe siècle et sa construction est postérieur à l'érection du couvent.

## Fortune?
Un état de 1530 à 1536 fait monter les revenus de biens fonds à 167 livres 13 sous, et les rentes à 180 livres. En 1555 les religieuses sont taxées pour les biens qu'elles possèdent dans l'étendue du comté de Laval.
En 1629, les religieuses avaient vendu une partie d'une maison située entre leur couvent et celui des Cordeliers, qu'elles avaient précédemment achetée. Elles avaient mis dans les conditions de cette vente que le preneur ne pourrait loger es dites choses ou les affermer à aucuns hérétiques, taverniers ou personnes mal notées, ou qui tinssent brelans ou jeu de courte boulle, billes ou quilles. Mais elles pensèrent qu'en vendant cette maison elles ne pourraient par la suite faire aucune augmentation de ce côté à leur couvent, et obtinrent de l'acheteur qu'il résiliât son marché. La fortune des religieuses de Patience ne fut jamais bien considérable. 

### XVIIesiècle
Dans une supplique qu'elles adressent en 1609 aux commissaires ordonnés par le roi en la chambre du trésor à Paris, sur le fait et liquidation de ses droits et devoirs des fiefs et nouveaux acquêts, elles déclarent que tous leurs revenus ne reviennent ensemble qu'à la somme de 515 livres tournois. 
Des différends se sont élevés dans l'intérieur de la communauté. Charles de Beaumanoir, évêque du Mans, étant a Laval, logé au prieuré de Saint-Martin, passa les 21, 22 et 23 septembre 1622 à remettre la bonne intelligence dans le monastère.
En 1635, une colonie des religieuses de Patience va fonder le couvent des Clarisses Urbanistes de Fougères. Les religieuses de Laval font, dans la suite, des embellissements et agrandissements à leur église, et reçoivent le 23 juin 1636, d'Anne de Champagne, veuve de Pierre Le Cornu, seigneur du Plessis de Cosmes, une somme de 1000 livres.

### Calice
Une religieuse, Marguerite de Vassé, offre en 1632 au couvent un calice, reconnu comme exceptionnel, et fabriqué par l'orfèvre Jean Bodet en 1540. Cet ouvrage religieux est racheté et offert par le président Charles de Gaulle en tant que chanoine honoraire à la Basilique Saint-Jean-de-Latran en 1965.

### XVIIIesiècle
Au début du XVIIIe siècle, les religieuses supplient le roi d'avoir égard à leur situation difficile et de leur accorder exemption des taxes auxquelles elles sont imposées.
En 1727, la communauté est composée de 26 religieuses professes, et de 4 sœurs converses. Par une déclaration faite en 1727, en exécution de l'arrêt du conseil d'état du 19 avril 1727, elles disent qu'elles sont vingt-six religieuses, qu'elles possèdent en héritages affermés 864 livres de rente, en héritages non affermés 1315, en total 2179 livres.

## Révolution française
Les religieuses de Patience sont chassées en 1792 lors de la Révolution française. Le 20 juin 1792, les administrations du département et du district rendirent en commun un arrêté ordonnant l'incarcération d'environ 400 prêtres non assermentés que l'on avait forcé depuis trois mois de se rendre de tous les points du département, à Laval, où ils étaient soumis tous les jours à un appel de présence. Deux cents d'entre eux environ furent renfermés dans la maison des Cordeliers, et les autres dans celle des Capucins. La déportation réduit le nombre de prêtres à cent environ, qui, vers le milieu d'octobre, sont transférés dans le couvent des Urbanistes, dit de Patience qui est transformé en une maison de détention. Les prêtres restants sont emmenés à Rambouillet ou à Bordeaux lors de l'Évacuation de Laval.
L'église est rouverte au culte en 1795. Elle est démolie en 1798.

## Religieuses
Dans le nombre des religieuses qui prennent le voile dans la maison de Patience pendant environ trois siècles, on en voit plusieurs de familles distinguées. 
Les supérieures prenaient le titre d'abbesses. Elles étaient nommées pour trois années. Il y en eut plusieurs qui gouvernèrent la communauté à diverses reprises.